# Knöllchen-Knöterich
Der Knöllchen-Knöterich (Bistorta vivipara (L.) Delarb., Basionym Polygonum viviparum L., Syn.: Persicaria vivipara (L.) Ronse Decr.) gehört zur Gattung der Wiesenknöteriche (Bistorta). In Österreich wird diese Art auch als Lebendgebärender Knöterich oder Otterwurz bezeichnet. Das Epitheton stammt von lateinisch viviparus ‚lebendgebärend‘.
Es handelt sich bei dieser Art um ein Glazialrelikt, deren Fossilien in eiszeitlichen Ablagerungen der Dryas (Silberwurz-Tonen) gefunden wurden.

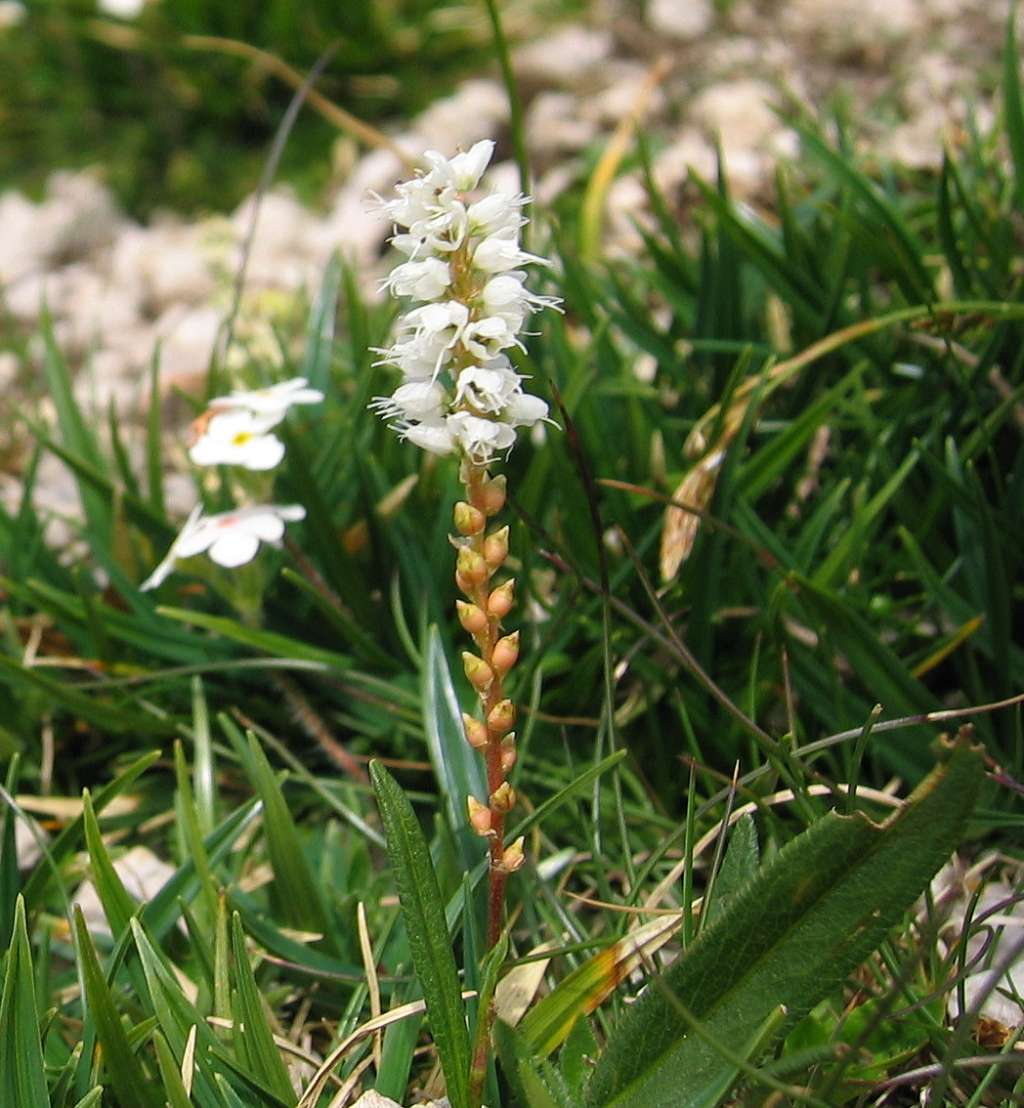
Knöllchen-Knöterich

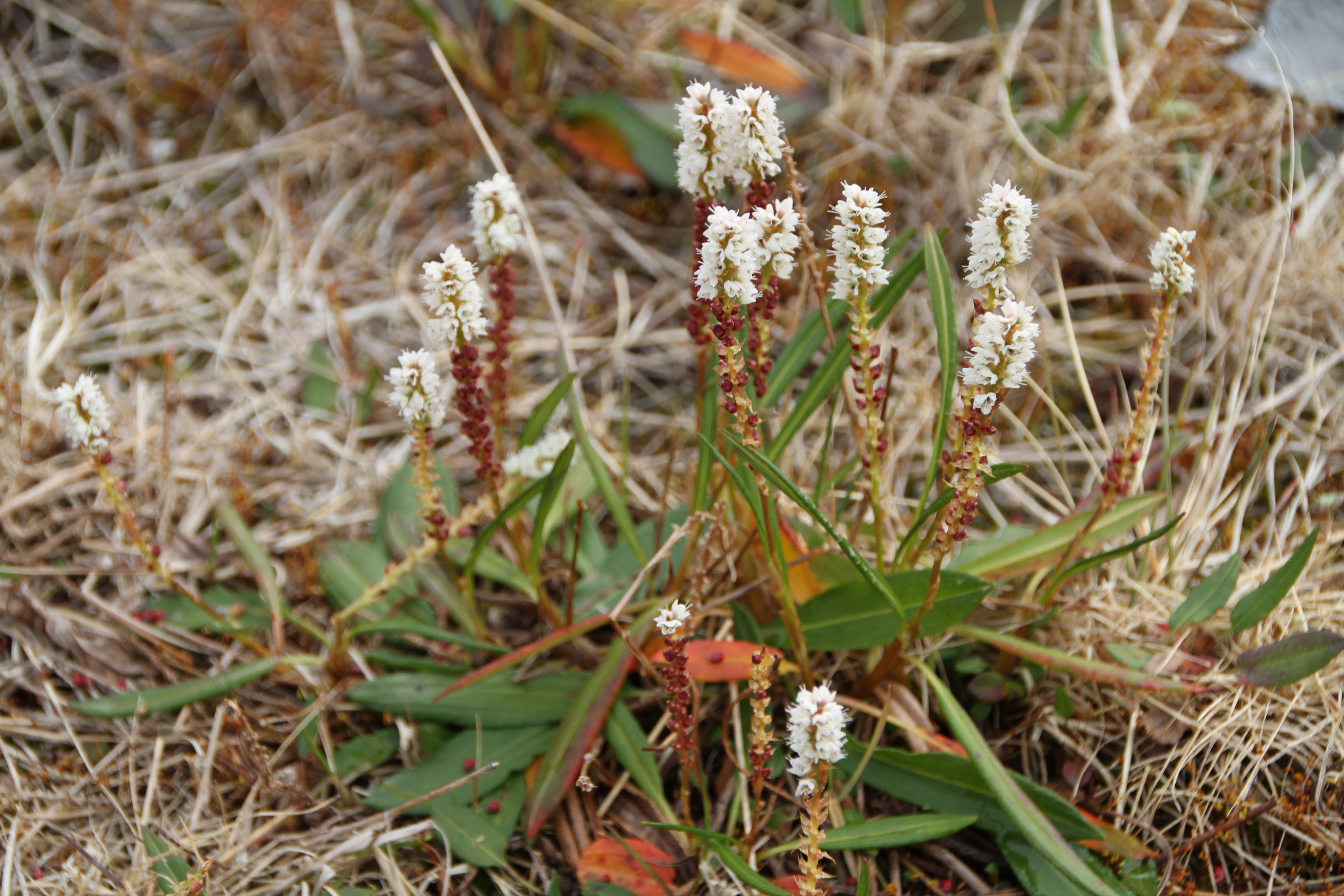
Knöllchen-Knöterich auf Spitzbergen

## Beschreibung
Die mehrjährige krautige Pflanze erreicht eine Wuchshöhe von 5 bis 25 Zentimeter. Die kahle Staude hat einfache Stängel. Die unteren Blätter sind unten lang gestielt und lanzettlich mit einer Länge von 1,5 bis 5 Zentimeter, sowie 0,5 bis 2 Zentimeter Breite. Die oberen Blätter sind lineal-lanzettlich und sitzend, mit oft umgerolltem Rand. Die Blattoberseite ist dunkelgrün, die Unterseite graugrün.
Die fünfzähligen Blüten sind weiß bis hellrosa und sitzen zu vielen in einer lockerblütigen endständigen Scheinähre. Im unteren Teil sitzen fast immer rotbraune oder purpurne Brutknospen, die oft schon kleine Laubblätter entwickeln. Die Frucht wird 2,7 bis 3 Millimeter lang, fehlt aber oft.
Blütezeit ist von Juni bis August.
Die Chromosomenzahl beträgt 2n = ca. 88, 100, 110 oder 132.

## Vorkommen
Die Pflanze ist in Europa, Asien und Nordamerika (arktisch-alpin) verbreitet und kommt in einer Höhe von 1000 bis 3000 m vor. In den Allgäuer Alpen steigt sie im Tiroler Teil am Westgrat des Biberkopfes bis zu 2300 m auf.
Wie viele andere alpine Pflanzen wächst der Knöllchen-Knöterich sehr langsam und produziert in einem Jahr embryonale Knospen, die einige Jahre später wachsen und sich öffnen, wobei ein einzelnes Blatt oder ein Blütenstand drei bis vier Jahre zur Reifung benötigt.
Als Standort bevorzugt diese Art Rasen, Steingrund, Weiden, Schneetälchen und Moore. In Mitteleuropa kommt sie in Gesellschaften der Verbände Caricion curvulae, Elynion oder der Ordnungen Seslerietalia und Nardetalia vor.
Die ökologischen Zeigerwerte nach Landolt & al. 2010 sind in der Schweiz: Feuchtezahl F = 3w (mäßig feucht aber mäßig wechselnd), Lichtzahl L = 4 (hell), Reaktionszahl R = 3 (schwach sauer bis neutral), Temperaturzahl T = 1+ (unter-alpin, supra-subalpin und ober-subalpin), Nährstoffzahl N = 2 (nährstoffarm), Kontinentalitätszahl K = 3 (subozeanisch bis subkontinental).

## Ökologie
Der Knöllchen-Knöterich besitzt direkt unter dem Blütenstand Brutknospen, mit Stärke gefüllte Knöllchen. Aus den Knöllchen treiben im Sommer kleine Blättchen aus, im Herbst fallen sie als fertige Pflanzen auf den Boden oder werden vom Wind verfrachtet.
Die Pflanze gilt als Lieblingsnahrung der Schneehühner, die über den Kropf zu ihrer Ausbreitung beitragen. Vom Weidevieh wird die Pflanze verschmäht.
Obwohl die häufige, anpassungsfähige Pflanze in vielen Rasentypen vorkommt, ist sie düngerfeindlich und verschwindet bei starker Beweidung.

## Aberglaube
Wenn die Kühe verhext waren und keine Milch mehr gaben, verfütterten die Sennen dieses Kraut und die versiegte Milch floss wieder (daher die Namen „Bring ma’s wieder“, „Wiederkumm“ und „Verloren-Kehrwieder“).